# 莫羅比亞河
46°10′31″N 8°59′41″E / 46.175224°N 8.994604°E
莫羅比亞河是瑞士的河流，位於該國南部，流經提契諾州，屬於提契諾河的左支流，河道全長12.4公里，流域面積45.5平方公里，河口處在朱比亞斯科附近。